# Carl Alstrup
Carl Marius Alstrup (født 11. april 1877 i Sundbyvester (København), død 2. oktober 1942 i Snekkersten) var en dansk skuespiller og sanger.
Debuterede i Oslo i 1896 som medlem af en dansk teatertrup. Alstrup er kendt for sin medvirken i talrige stumfilm samt optrædener i en række revyer med sange og sketch. Han eksperimenterede med farvefilm, længe før den slog igennem, men hans opfindelse slog ikke igennem.
Af hans sange huskes "Jeg kysser Deres hånd, Madame" og "Bobby, du må have ondt i håret".
Mest kendt er "Manden på risten" fra 1936.
Han nåede at indspille enkelte talefilm: Den kloge mand (1937), Vagabonden (1940), En forbryder (1941) og Peter Andersen (1941).

## Filmografi
Denne liste er ufuldstændig; hjælp gerne med at udfylde den.
- 1908 Havkongens Datter
- 1909 Gøngehøvdingen
- 1910 Da Svendsen holdt Systue
- 1910 Fra det mørke København
- 1911 Dr. Gar el Hama
- 1911 Carl Alstrup ved Skomagerlæsten
- 1911 Lersøens Konge
- 1911 Københavnerliv
- 1911 Carl Alstrup som Soldat
- 1912 Brudegaven (også manuskriptforfatter)
- 1912 Direktørens Datter
- 1913 Døvstummelegatet
- 1915 Carl Alstrups Kærlighed paa Aktier
- 1915 Carl Alstrup og hans Tvillingebro'r
- 1916 Kunstens Tornevej
- 1920 Manden, der sejrede
- 1925 Kokain-Rusen (hovedrolle og instruktør)
- 1937 Den kloge mand
- 1940 Vagabonden
- 1941 En forbryder
- 1941 Peter Andersen
- 1942 Natekspressen